# Pseudoleskeella catenulata
Pseudoleskeella catenulata (Fels-Kettenmoos) ist eine Laubmoos-Art aus der Familie Pseudoleskeellaceae.

## Merkmale
Pseudoleskeella catenulata bildet feine, dichte, olivgrüne bis braungrüne, nicht glänzende Rasen. Die schlanken Pflanzen mit niederliegenden, 3 bis 6 Zentimeter langen Stämmchen sind unregelmäßig verzweigt, die teils aufgerichteten fadenförmigen Äste sind dicht beblättert. Stämmchenblätter sind bis 0,75 Millimeter lang, aus der breit eiförmigen, schwach faltigen Basis kurz und schief zugespitzt, flach- und ganzrandig und haben eine kräftige Rippe, die etwa bis zur Blattmitte reicht. Astblätter sind kleiner und schmäler, die Rippe undeutlich. Die Laminazellen sind in der Blattmitte oval bis rhombisch, dickwandig und glatt, an den Blatträndern eher quadratisch. 
Die Sporenkapsel auf der 1 bis 1,5 Zentimeter langen Seta ist zylindrisch, gekrümmt und geneigt, entleert unter der Mündung verengt, der Deckel kegelig und kurz geschnäbelt, das Peristom doppelt. Die fein papillösen Sporen haben eine Größe von 12 bis 18 Mikrometer. Die Art fruchtet jedoch sehr selten.

## Standortansprüche und Verbreitung
Das Moos ist lichtliebend und wächst auf Kalkfelsen an offenen bis halbschattigen Stellen. Sehr warme, exponierte Standorte in tiefen Lagen werden aber gemieden.
In Mitteleuropa ist die Art in den Alpen und den süddeutschen Kalkgebirgen ziemlich verbreitet, sonst aber selten. Weitere europäischen Vorkommen gibt es besonders in Skandinavien, den Pyrenäen und östlich bis Russland. Neben Europa kommt es in Teilen Asiens und in Nordafrika vor.